# 沙特阿拉伯
沙烏地阿拉伯王國（阿拉伯语：المملكة العربية السعودية，羅馬化：al-Mamlakah ʿArabīyah as-Suʿūdīyah，發音ⓘ），簡稱沙烏地阿拉伯或沙烏地（السُّعُودِيَّة），是位於西亞阿拉伯半島的主權國家。該國領土面積約215萬平方公里，為亞洲面積第五大國家，同時也是中東地區面積最大的國家，僅次於阿爾及利亞。
沙烏地阿拉伯地處中東核心地帶，西臨紅海，東瀕波斯灣，北部與約旦、伊拉克及科威特接壤，東部與巴林、卡塔爾及阿拉伯聯合酋長國相鄰，東南接壤阿曼，南與也門交界。西北部的亞喀巴灣將其與埃及和以色列隔開。該國地形以荒漠、低地、草原和山脈為主，首都利雅得是政治與行政中心，其他主要城市包括吉達以及伊斯蘭教兩大聖地麥加禁寺與麥地那先知寺。根據最新統計，該國人口約3,220萬，在阿拉伯世界中人口數量排名第四。
在歷史淵源方面，現今沙烏地阿拉伯所在的區域是古代文明的重要發源地之一，考古證據顯示這裡曾出現過早期人類活動的痕跡。七世紀初，伊斯蘭教在此興起，先知穆罕默德統一阿拉伯半島各部族，建立政教合一的政權。其後繼者擴張版圖，在數十年間建立橫跨北非、中亞、南亞及伊比利亞半島的龐大帝國。源自此地的阿拉伯王朝先後建立正統哈里發、倭馬亞王朝、阿拔斯王朝及法蒂瑪王朝等政權，對世界歷史產生深遠影響。
現代沙烏地阿拉伯王國由伊本·沙烏地於1932年建立，他通過一系列軍事行動統一漢志、內志、東阿拉伯半島及南阿拉伯半島等地區。該國實行絕對君主制，以伊斯蘭教法為治國基礎，且採政教合一體制，瓦哈比派的保守教義長期主導國家政治與文化發展。該國對女性權利的限制極多，薩勒曼國王即位後，不平等現象已較緩和，但因參與葉門內戰及保留死刑等政策而受到國際社會批評。
在國際地位方面，沙烏地阿拉伯被視為具有重要影響力的地域大國與中等強國。自1938年發現石油以來，該國已發展成為世界第二大石油生產國及最大石油出口國之一，同時擁有全球第二大的烴儲藏量和第六大的天然氣儲量。憑藉豐富的能源資源，沙烏地阿拉伯被列為世界銀行高收入經濟體，也是二十國集團中唯一的阿拉伯國家。其經濟規模在中東地區位居首位，國內生產總值在全球排名前列。沙烏地阿拉伯的國防開支在世界排行第四，在2010～2014年曾被斯德哥爾摩國際和平研究所列為世界第二大軍備進口者。
沙烏地阿拉伯實行多項社會福利政策，包括提供免費高等教育、不徵收個人所得稅及建立全民醫療保健體系。由於經濟發展對外籍勞工的依賴，該國擁有全球第三大的移民人口。人口結構呈現年輕化特徵，約半數國民年齡在25歲以下。該國參與多個國際組織，包括海灣阿拉伯國家合作委員會、聯合國、伊斯蘭合作組織、阿拉伯國家聯盟及石油輸出國組織，同時也是上海合作組織的對話夥伴。

## 歷史
沙烏地阿拉伯始於1750年阿拉伯半島中部地區，原為當地國王穆罕默德·本·沙烏地與伊斯蘭原教旨主義家穆罕默德·阿卜杜勒－瓦哈卜共同建立了新政權。在之後的150多年中，沙烏地阿拉伯家族的勢力時起時落，為爭奪半島的控制權不斷地與埃及（實為鄂圖曼帝國半獨立的一部分）、鄂圖曼帝國發生衝突，並先後兩次失去政權。
現代沙烏地阿拉伯是由國王阿卜杜勒·阿齊茲·本·阿卜杜勒·拉赫曼·阿勒沙烏地一手建立。1902年阿卜杜勒·阿齊茲率領一隊人馬從其家族避難地科威特出發，自敵對的拉希德家族手中一舉奪回利雅得。
在1913年至1926年間，阿卜杜勒·阿齊茲相繼征服了内志（納季德）和漢志（希賈茲）兩部分領土。1926年1月8日，阿卜杜勒·阿齊茲成為其統治領土上的國王。1927年5月20日簽署《吉達條約》使沙烏地阿拉伯正式脫離英國而獨立。
1932年9月22日，沙烏地阿拉伯正式宣布統一。而1938年3月3日在沙烏地阿拉伯地底下所發現的石油，徹底改變了這個國家的命運。

## 政治
沙烏地阿拉伯是政教合一君主專制國家，沙烏地阿拉伯國王擁有絕對權力，大臣會議為輔助國王施政的最高行政機關，首相由國王或王儲兼任。其遜尼派支脈的瓦哈比派為該國奉行的官方意識形態。該教派透過在全球各地建造清真寺、伊斯蘭學校來向推廣自身教義（非公開外交政策）。
沙烏地阿拉伯是目前全球保留君主制度國家中，少數國王仍有絕對權力的國家。自1992年起施行的《治國基本法》規定，沙烏地阿拉伯是由阿卜杜勒-阿齊兹·沙烏地的後代子孫所統治之君主制國家，而《古蘭經》是國家的最高憲法，國家則依據沙里亞法行事。
理論上，國王的權力受到伊斯蘭教法與其他沙烏地傳統的約束。在作出重大決定時，國王也必須取得其他王室成員、宗教領袖烏里瑪、與其他沙烏地社會中有影響人士的共識。
沙烏地阿拉伯被自由之家列為「最不自由」的國家之一（7分，即最低分）。沙烏地阿拉伯國内没有合法的政黨，且至今僅在2005年舉行過一次地方選舉，投票权僅限於男性公民。

### 历代國王和王位繼承
沙烏地阿拉伯王位繼承按兄終弟及的傳統，在開國君主伊本·沙烏地的兒子之間傳承。
2005年8月1日，第五任沙烏地國王法赫德在首都利雅得醫院以84歲的高齡逝世後，其同父異母弟、原王儲阿卜杜拉親王和同父同母弟、原第二副首相蘇爾坦親王分別獲王室支持來繼位新國王和受封為王儲。此時，伊本·沙烏地的兒子均已年老，最年幼兒子穆克林親王也已60歲。
2006年頒布的《效忠委員會法》，由伊本·沙烏地國王的所有獲承認的兒子或其繼承人組成效忠委員會，負責王位繼承人的選舉並監督國王和王儲的繼立。2011年，蘇爾坦親王逝世。8個月後的2012年6月，繼任王儲納伊夫親王逝世。同月，77歲高齡的薩勒曼親王成為繼任王儲。
2015年1月，薩勒曼親王繼位成為沙烏地第七任國王。他的弟弟——70歲的穆克林親王成為王儲。4月29日，穆克林親王被免除王儲與第一副首相職務，這是薩勒曼國王首次廢儲。其後，伊本·沙烏地的孫子、纳伊夫親王的兒子、他的侄子——副王儲穆罕默德·本·纳伊夫接任王儲，象徵著沙烏地王位繼承開始從第二代向第三代過渡。
2017年，薩勒曼國王再度廢儲，立自己的兒子穆罕默德·本·薩勒曼·本·阿卜杜勒-阿齐兹·阿勒沙烏地為王儲。沙烏地王位最終能否平穩傳至王室第三代，確立父死子繼的繼承順序仍未可知。若第三代的權位相爭情況嚴重，懸而未決之王權爭奪問題，將於王室第二代相繼離世後引發。
| 称呼                      | 生平                                 | 统治始        | 统治终                   | 注释                                                              | 王朝 | 肖像                     |
| ------------------------- | ------------------------------------ | ------------- | ------------------------ | ----------------------------------------------------------------- | ---- | ------------------------ |
| 阿卜杜勒-阿齐兹 - 本·沙特 | 1876年11月26日–1953年11月9日（76歲） | 1932年9月22日 | 1953年11月9日            |                                                                   | 沙特 | Ibn Saud of Saudi Arabia |
| 沙特                      | 1902年1月12日–1969年2月23日（67歲）  | 1953年11月9日 | 1964年11月2日 （被废黜） | 本·沙特与瓦德哈赫·本·穆罕默德·本·阿卡布之子                       | 沙特 | Saud of Saudi Arabia     |
| 费萨尔                    | 1906年4月–1975年3月25日（68岁）      | 1964年11月2日 | 1975年3月25日 （被刺杀） | 本·沙特与塔尔法·本·阿卜杜拉·本·阿卜杜勒耶夫·阿勒希赫之子          | 沙特 | Faisal of Saudi Arabia   |
| 哈立德                    | 1913年2月13日–1982年6月13日（69歲）  | 1975年3月25日 | 1982年6月13日            | 本·沙特与阿勒·贾哈拉·本·阿卜杜勒-阿齐兹·本·穆赛义德·本·吉鲁维之子 | 沙特 | Khalid of Saudi Arabia   |
| 法赫德                    | 1921年3月16日–2005年8月1日（84歲）   | 1982年6月13日 | 2005年8月1日             | 本·沙特与胡萨·本·艾哈迈德·阿勒苏戴里之子                          | 沙特 | Fahd of Saudi Arabia     |
| 阿卜杜拉                  | 1924年8月1日–2015年1月23日（90歲）   | 2005年8月1日  | 2015年1月23日            | 本·沙特与法赫达·本·法拉赫·本·苏丹·阿勒希塔拉因之子                | 沙特 | Abdullah of Saudi Arabia |
| 萨勒曼                    | 1935年12月31日                       | 2015年1月23日 |                          | 本·沙特与胡萨·本·艾哈迈德·阿勒苏戴里之子                          | 沙特 | Salman of Saudi Arabia   |

### 司法與人權
針對沙烏地阿拉伯的法令、人權紀錄，人權觀察、國際特赦組織、聯合國人權委員會等組織曾批判，尤其是針對女權問題，如沙烏地阿拉伯曾是禁止女性駕車的國家之一，官方聲稱這樣是為了將女人「像寶貝一樣小心呵護」。
沙烏地政府於2018年6月起允許女性開車，並盼能借此決策改善國家形象，同時促進經濟發展。同年1月、2月，沙烏地女性獲准進入足球場觀賽、女性無須經男性親属同意可開創自身事業。
2019年8月2日，沙烏地阿拉伯頒布一系列有利婦女的法令，包括允許成年女性無須男性監護人的同意，能取得護照及自由旅行，且女性有權為新生兒登記出生日期，有資格成為未成年子女的監護人，女性可自行登記结婚或離婚，領取家庭關係證明，女性的工作機會相應增加，爾後又允許女性可憑身份證單獨入住酒店。
沙烏地阿拉伯通常將其它疑似侵犯人權的報導斥責為謊言，或以沙里亞法規證明其合法。然而，在2000年，沙烏地政府通過了10月立法，宣佈將履行聯合國禁止酷刑公約下之部份義務。基本法第5章第26條載明：「國家按照沙里亞法規保護人權」。2002年，聯合國反酷刑委員會批評沙烏地阿拉伯鞭刑、截肢刑罰。沙烏地阿拉伯代表團則以伊斯蘭教傳統為由，拒絕了外人干預它的法律系統。
沙烏地阿拉伯政府在國內實施網絡審查（過濾）。沙烏地阿拉伯的1名部落客作者Fouad al-Farhan因批評沙烏地阿拉伯的政治、經濟、媒體人物，從2007年12月起遭到監禁。此外，新聞工作者兼異議人士賈邁勒·卡舒吉甚至被沙烏地政府殺害。

### 外交
沙烏地阿拉伯目前因巴以問题而拒绝和以色列建立外交關系，並且之前還曾不承認以色列的國家地位。2020年後，沙烏地政府試圖解凍與以色列的外交關係，甚至有和以色列建交的計畫。

## 地理
沙烏地阿拉伯擁有阿拉伯半島80%的領土。該國與阿拉伯聯合酋長國、阿曼和葉門接壤的大部分地區無明确邊界，故沙烏地的實際面積不詳。沙烏地政府估計的面積是2,217,949平方公里，而其他可信的估計數據，都介於2,139,700～224萬平方公里之間。而全國不到1%土地適合耕作。

### 地形

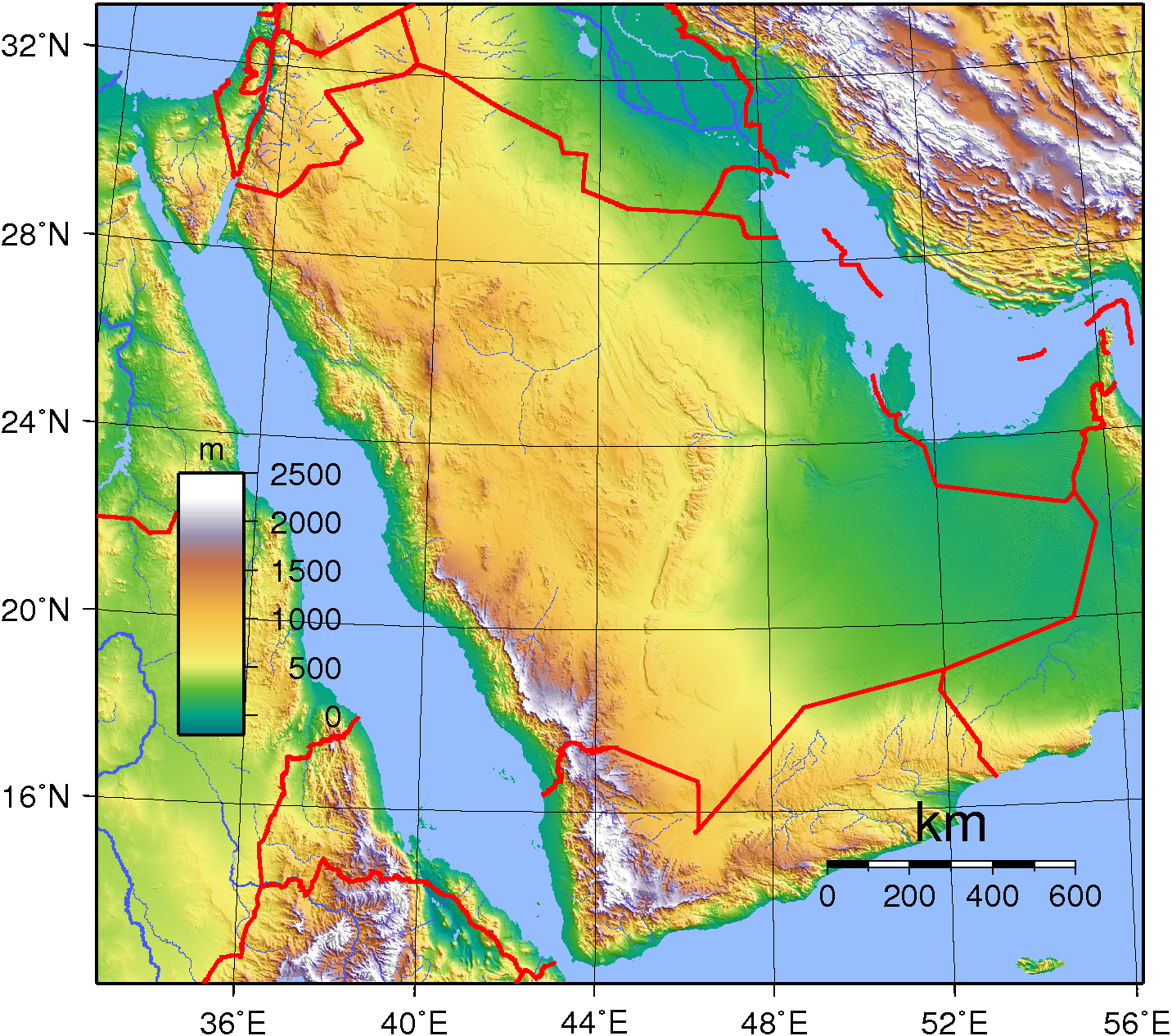
沙烏地地貌图

沙烏地大部分是高原，地勢由西向東成階梯狀傾斜，西部除了紅海沿岸有狭窄平原外為高原高山區，西南希贾兹山脈海拔3,000米以上，多火山锥；中部為納季德高原；東部有平原，東部沿海灣有珊瑚礁。
沙漠約占全國面積的一半，北部的內夫得沙漠，多涸谷、水井、綠洲，南部的鲁卜哈利沙漠多為流動性沙丘，為世界上最大的流動沙漠。

### 氣候
沙烏地西部高原属地中海型氣候。其他廣大地區属於熱帶沙漠氣候，日溫差较大；除了沿海地區濕度較高外，一般炎熱乾燥。北部年降水量100－200毫米，南部則在100毫米以下。

### 行政區劃
沙烏地阿拉伯全國划分為13個省（mintaqah，復數：mintaqat）：
| 地图 | 省份                     | 省份     | 省府      | 人口 (2017) | 面積 (km) |
| ---- | ------------------------ | -------- | --------- | ----------- | --------- |
|      |                          |          |           |             |           |
| 1    | 利雅得省 (ar-Riyad)      | 利雅得   | 8,216,284 | 404,240     |           |
| 2    | 麥加省 (Mekka)           | 麥加     | 8,557,766 | 153,148     |           |
| 3    | 麥地那省 (Medina)        | 麥地那   | 2,132,679 | 151,990     |           |
| 4    | 東部省 (asch-Scharqiyya) | 達曼     | 4,900,325 | 672,522     |           |
| 5    | 蓋西姆省 (al-Qasim)      | 布賴代   | 1,215,858 | 58,046      |           |
| 6    | 哈伊勒省 (Ha'il)         | 哈伊勒   | 699,774   | 103,887     |           |
| 7    | 塔布克省 (Tabuk)         | 塔布克   | 910,030   | 146,072     |           |
| 8    | 北部边疆省 (al-Hudud)    | 阿尔阿尔 | 375,310   | 111,797     |           |
| 9    | 吉赞省 (Dschāzān)        | 吉赞     | 1,567,547 | 11,671      |           |
| 10   | 奈季蘭省 (Nadschran)     | 奈季蘭   | 505,652   | 149,511     |           |
| 11   | 巴哈省 (al-Baha)         | 巴哈     | 476,172   | 9,921       |           |
| 12   | 焦夫省 (al-Dschauf)      | 塞卡凱   | 508,475   | 100,212     |           |
| 13   | 阿西尔省 (Asir)          | 艾卜哈   | 2,211,875 | 76,693      |           |

### 主要城市
沙烏地人口最多的10個城市如下：
| 人口最多的十大城市 (2007) | 萬人 |        |      |        |
| ------------------------- | ---- | ------ | ---- | ------ |
| 利雅德                    | 670  |        |      |        |
| 吉達                      | 360  |        |      |        |
| 麥加                      | 170  |        |      |        |
| 麥地那                    | 130  | 利雅德 | 吉達 | 麥加   |
| 達曼                      | 130  |        |      |        |
| 塔伊夫                    | 70   |        |      |        |
| 布賴代                    | 60   |        |      |        |
| 塔布克                    | 50   |        |      |        |
| 艾卜哈                    | 40   |        |      |        |
| 海米斯穆谢特              | 40   | 麥地那 | 達曼 | 艾卜哈 |

## 經濟

### 石油業
沙烏地阿拉伯的經濟以石油為支柱，政府控制著國家主要的經濟活動。沙烏地阿拉伯是世界上繼加拿大后，第二大的已探明石油的儲備國（擁有全球已勘探石油總量的24%），是全球最大的石油出口國，也是石油输出國組織（OPEC）的主要成員國。石油業的收入占全國總收入約75%、GDP的40%，及出口收入的90%。約40%的GDP来自私有經濟。
在1999年OPEC與其他石油输出國家調漲油價時期，沙烏地阿拉伯是主要的推動者。在此期間OPEC的成員成功地透過石油減產，將油價推高到自1991年海灣戰爭以来的最高水平。
但自從2014年原油價格暴跌，沙烏地阿拉伯首次出現預算赤字，沙國決定讓一直以來的國營石油公司在2018年上市。2016年4月，時任副王儲的穆罕默德·本·薩勒曼·本·阿卜杜勒-阿齐兹·阿勒沙烏地在「沙烏地2030年願景」計畫中提出開放教育、醫療等私有產業，鼓勵旅遊業發展、發展娛樂產業，當中交通項目就包含755項措施，像是要求在聖地麥加及第二大聖地麥地那之間興建鐵路和機場，吸引外商投資。
目前沙烏地政府正不斷鼓勵私有經濟的發展。沙烏地阿拉伯減少國家經濟對石油出口的依赖，並預計在2030年將10%的主要電力來源轉移到可再生能源，從2004年到2014年間，增加了100萬個工作機會，但大多為聘請國外人才或便宜勞工。水資源的短缺與迅速增長的人口，可能限制該國實現農業自足的目標。
沙烏地阿拉伯也引進大量移工。根據菲律賓政府統計，沙烏地阿拉伯是海外菲律賓人之中最多人就業的目的地。

### 旅游業

朝覲是伊斯蘭教每年一次前往麥加的伊斯蘭聖地朝聖活動，麥加是穆斯林最神聖的城市。

沙烏地阿拉伯擁有遼闊的沙漠、翠绿山脈和原始海滩、豐富的文化及歷史遺跡，在國内擁有5個世界遺產，但因是極端保守的穆斯林國家，對於開放放大批游客造訪的討論，一直被保守派與官僚封殺。為摆脱對原油的依赖，让經濟走向多元化發展，沙烏地政府大舉斥資改善基礎設施和開發景点。

位於阿西爾省的傳統村落

2019年，沙烏地阿拉伯開始實施一般觀光旅遊簽證政策，允許非穆斯林前來參觀。 雖然旅遊活動仍以宗教朝聖為主，但休閒觀光領域正在逐漸擴展。根據世界銀行的數據，2012年約有1430萬人造訪沙烏地阿拉伯，使其成為全球第19大旅遊目的地國家。 旅遊業是沙烏地願景2030的重要組成部分，根據BMI Research在2018年進行的一項報告指出，宗教與非宗教性質的旅遊皆具有顯著的成長潛力。
沙烏地政府也提供電子簽證給前來觀賞體育賽事與音樂會的外國旅客。 2019年，沙國宣布計劃開放約50個國家的公民申請觀光簽證。 而在2020年，官方宣布持有美國、英國或申根區簽證者，可在抵達時獲得沙烏地的電子簽證。

### 供水與衛生

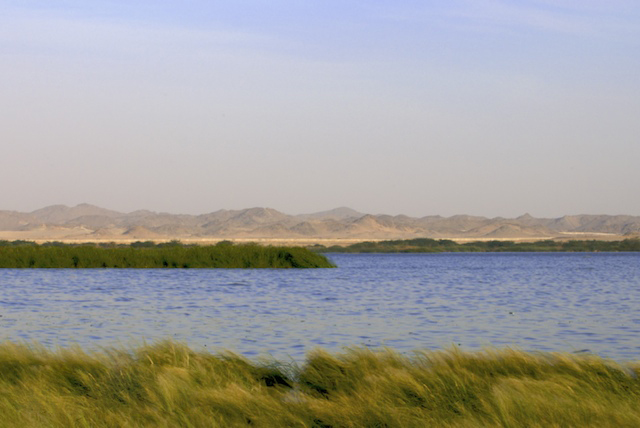
位於吉達附近的穆斯克湖

沙烏地阿拉伯面臨的主要挑戰之一是水資源匱乏。該國已在海水淡化、水資源分配、汙水處理與廢水再利用方面投入大量資金。目前，約50%的飲用水來自海水淡化，40%來自不可再生的地下水開採，10%則來自該國西南部山區的地表水。 沙烏地阿拉伯正面臨地下含水層水資源的嚴重枯竭，導致其農業體系崩潰與瓦解。 作為應對這場災難的方式之一，沙烏地阿拉伯已在美國、阿根廷與非洲等地購買農業用地。沙烏地阿拉伯已成為全球主要的海外農地買家之一。

沙烏地阿拉伯是世界第三高水資源壓力國家。

根據世界衛生組織與聯合國兒童基金會共同設立的供水與衛生聯合監測計畫（JMP）資料，目前有關沙烏地阿拉伯供水與衛生的最新可靠數據來自2004年的人口普查。該普查指出，97%的居民能夠取得改善過的飲用水水源，99%的人口擁有改善型衛生設施。到2015年，JMP估計衛生設施覆蓋率已提升至100%，但主要仍以場址式設施為主，僅約40%人口連接到下水道系統。 到2015年，仍有約88.6萬人無法取得「改善型」飲用水水源。

### 農業

哈薩綠洲以棕櫚樹與椰棗聞名。該地擁有超過三千萬株棕櫚樹，每年生產超過十萬公噸的椰棗。

沙烏地阿拉伯最初在1950年代於哈爾季區（利雅德以南）嘗試進行商業規模的乳品養殖。 大規模的農業發展則始於1970年代， 尤其集中於小麥的種植。 政府啟動了大規模的現代化農業技術推廣計畫，包括修建鄉村道路、灌溉網絡、倉儲與出口設施，以及設立農業研究與培訓機構。由此，國內主要糧食產量實現了顯著增長。沙國在多項食品上已達自給自足，包括肉類、牛奶與雞蛋。該國出口椰棗、乳製品、蛋、魚、家禽、水果、蔬菜與花卉。椰棗曾是沙烏地人日常飲食的主食，如今則主要種植用於國際人道援助。此外，沙國農民還種植大量的其他穀物，如大麥、高粱與小米。自2016年起，為保護珍貴水資源，沙烏地阿拉伯終止了國內小麥的生產，過去這些小麥還曾出口。 長期開採不可再生的地下水導致沙國至2012年已耗盡約五分之四的地下水儲量。
沙國擁有中東地區最現代化、規模最大的乳品農場之一。其牛奶生產效率極高，每頭乳牛每年平均產奶達 6,800公升（1,800美制加侖），為全球最高之一。當地乳品製造商Almarai是中東地區最大的一體化乳品公司。
橄欖樹是沙烏地阿拉伯的原生植物。在朱夫省，目前已有數百萬株橄欖樹，預計未來將增至兩千萬株。 朱夫地區擁有全球最大的橄欖農場，占地7,713公頃。
作為全國沿海造林與防治沙漠化計畫的一部分，沙烏地國家植被覆蓋發展暨防沙中心宣布已完成植栽1,300萬株紅樹林幼苗。

### 礦業
除了石油與天然氣，沙烏地阿拉伯在Mahd adh Dhahab地區擁有重要的黃金礦業，以及其他重要礦產產業；其農業部門（特別是在西南部）則以蔬菜、水果、椰棗與畜牧業為主。每年約有兩百萬名朝聖者參加朝覲，這也創造了大量臨時就業機會。 自1970年起，沙烏地實施五年期「發展計劃」，其中包括啟動如阿卜杜拉國王經濟城等「經濟城市」計畫，以推動經濟多元化與創造就業機會。這些城市將分布於全國各地，以促進各區域經濟的多樣化，預計可為沙國GDP貢獻1,500億美元。

### 可持續性

位於利雅德的阿卜杜拉國王金融區是中東地區最大的投資中心之一。

沙烏地阿拉伯正積極發展港口，以參與歐洲與中國之間的貿易運輸（除石油之外）。為此，包括吉達伊斯蘭港與阿卜杜拉國王經濟城港在內的港口正在迅速擴建，並投入大量物流投資。該國自古以來就是海上絲綢之路的一部分，如今仍然是其中樞。
聯合國無法取得沙國的官方貧困統計數據，因為沙烏地政府從未發佈過。 政府通常不鼓勵公眾對貧困問題發表意見或抱怨。2011年12月，三名記者因上傳關於貧困問題的YouTube影片而被內政部拘留近兩週。 影片作者稱，沙國約有22%人口可被視為貧困。 研究此問題的觀察者大多選擇匿名，以免遭逮捕。
COVID-19疫情在沙烏地阿拉伯對該國經濟造成的突發衝擊，加上人權紀錄不佳，使得多項《沙烏地願景2030》下的計畫面臨挑戰。 2020年5月，沙烏地財政部長穆罕默德·賈丹承認，該國數十年來首次面臨嚴重經濟危機，原因是疫情與國際油價下跌。他表示沙國將採取「痛苦」措施，並保留所有應對選項。
2024年7月，沙烏地可再生能源本地化公司（RELC）與多家中國企業成立三個合資企業，以推動該國清潔能源基礎設施建設。作為2030願景的一部分，公共投資基金正積極推動可再生能源零組件的本地化。RELC作為主權基金旗下機構，促成全球製造商與沙烏地私營部門之間的合作，以強化本地供應鏈。這些合資企業包括與遠景能源合作生產風力渦輪機零件、與晶科能源合作太陽能電池，以及與Lumetech合作太陽能錠與晶圓。該計畫目標是在2030年前實現最多75%的可再生能源專案部件本地生產，進而讓沙國成為全球可再生能源技術的出口大國。
沙烏地經濟規劃部長費薩爾·易卜拉欣在2024年紐約舉行的「高級別可持續發展政治論壇」上指出，沙國在全球氣候目標上取得重大進展，啟動了80多項綠色經濟倡議與總額超過1,800億美元的投資。據《Saudi Gazette》報導，他強調這些努力與《2030願景》目標一致，著重於本地永續性、部門整合與社會進步。

## 人口
直到1960年代，沙烏地阿拉伯的大多數人口為游牧或半游牧人口，但随著經濟的迅速發展及城市化的加快，目前超過95%的人口已定居下来。一些城市與綠洲中的人口密度達每平方公里逾1,000人。1990年代早期，沙烏地阿拉伯的人口分布十分不均，東西部沿海與內陸綠洲地區人口稠密，而內陸其他大片的沙漠地區則幾乎無無人居住。
沙烏地阿拉伯的公民中，九成為阿拉伯人，餘多為鄰近的非裔或亞太裔移民。這些移民主要來自於紅海沿岸地區，他們受雇至沙烏地阿拉伯工作。另有一定數量的亞太裔人口，主要來自印度、巴基斯坦、孟加拉、印度尼西亞及菲律賓。此外，境内也有不到十萬的西方人士。
根據沙烏地統計總局公布的2022年人口普查结果，沙烏地人口總數為3,220萬，其中，沙烏地人1,880萬(58.4%)，非沙烏地人1,340萬(41.6%)，全國人口中男性占比61%，女性占39%，30歲以下人口占總人口的63%。

## 文化

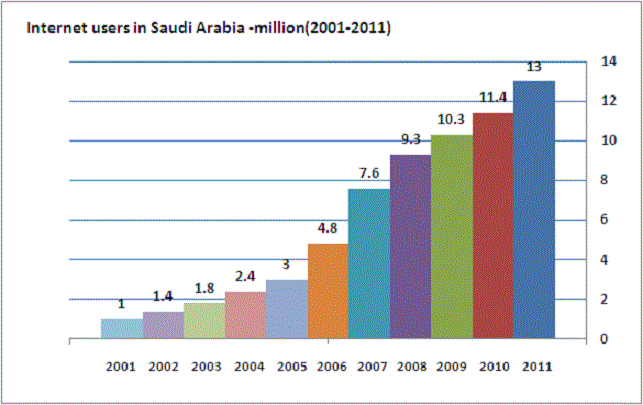
網路使用者(百萬人)

至2018年，沙烏地全國才對公眾開放電影院（在此前，沙烏地阿美公司内的電影院和阿卜杜拉國王科技大學電影院，是沙烏地僅有的兩個電影院）。第一部在沙烏地阿拉伯拍摄的電影是女導演海法·曼蘇爾於2012年拍摄完成的《腳踏車大作戰》。第二部沙烏地電影就是麥姆沙柏（Mah Sabbagh）自編自導的《巴拉卡戀上芭拉卡》（Barakah Meets Barakah）。
沙烏地阿拉伯於2017年12月11日宣布解除對電影院長達35年的禁令，自2018年初才允許電影院開放。
沙烏地實行9年義務教育，全國共有各類學校2.3萬所，其中，綜合型大學25所、學院78所、高等宗教大學5所。

### 社会中的宗教

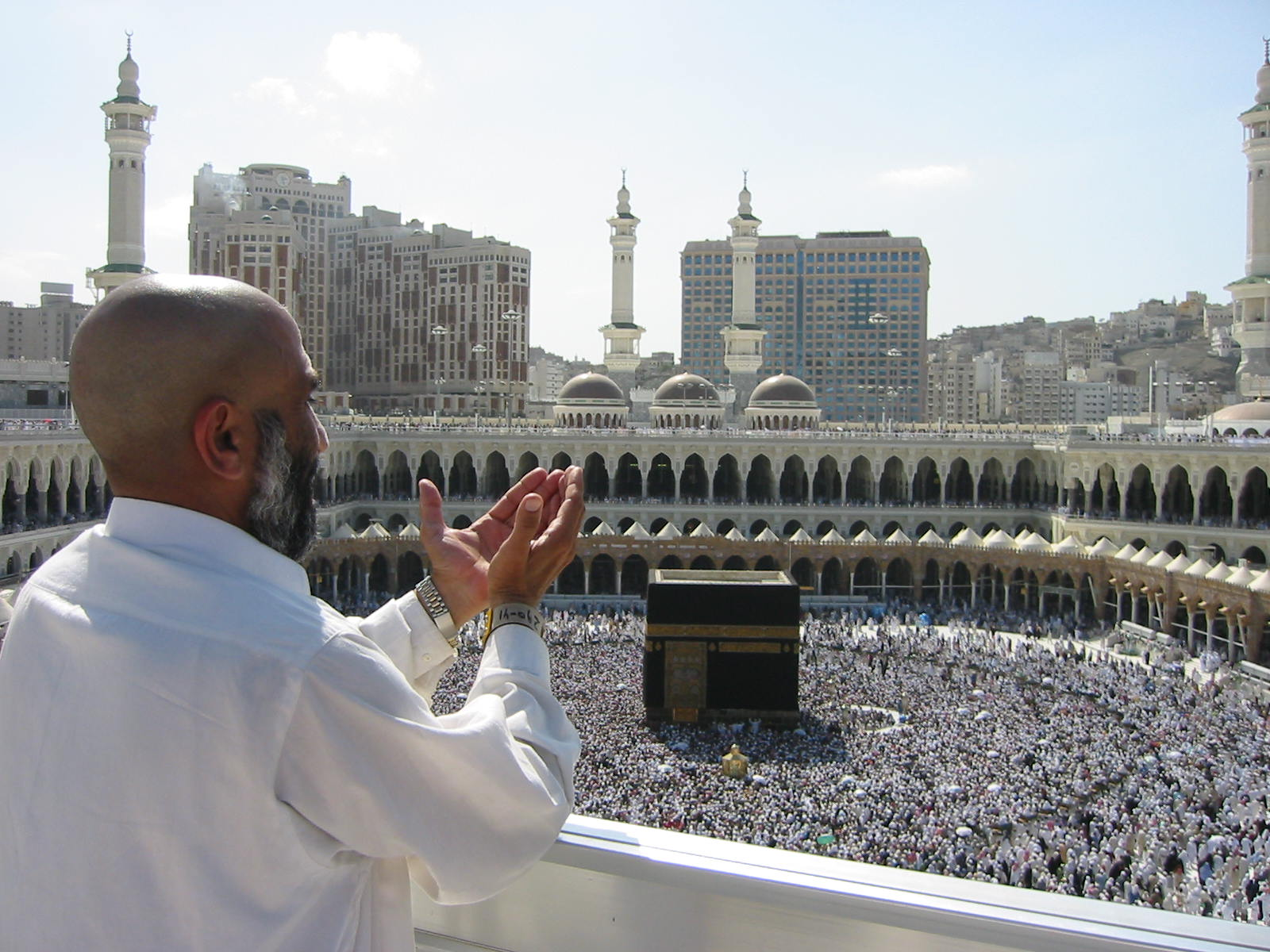
在麦加的禁寺内祈祷的朝圣者。图中立方体建筑为克尔白，伊斯兰教最神圣的场所。

宗教是沙特阿拉伯日常生活的核心组成部分；它在国家治理与法律制度中扮演主导角色，并深刻影响文化与日常生活，尽管在2010年代宗教机构的权力已被大幅削弱。 希贾兹地区是麦加与麦地那等伊斯兰圣城的所在地，是朝觐（Ḥajj）的目的地，常被视为伊斯兰的摇篮。
伊斯兰教是沙特阿拉伯的国教。虽然没有法律规定所有公民都必须信奉伊斯兰教，但非穆斯林以及一些被视为不符合政府宗教解释的外国人与沙特穆斯林，只能在私下进行宗教活动，否则容易遭受歧视、骚扰、拘留，外国人甚至可能被驱逐。沙特公民与外籍劳工均不享有宗教自由的权利。该国占主导地位的伊斯兰教派为源自18世纪内志地区的瓦哈比主义。支持者称之为“萨拉菲主义”，并认为其教义清除了一切偏离7世纪穆罕默德与圣门弟子教义的“异端”行为。 沙特政府因资助谴责什叶派信仰的瓦哈比思想，而常被视为什叶派穆斯林的压迫者。 沙特驻美大使班达尔·本·苏尔坦亲王曾表示：“中东地区将很快进入‘真主保佑什叶派’的时代，逾十亿逊尼派已经忍无可忍。”
沙特阿拉伯是极少数拥有“劝善惩恶委员会”（俗称“海亚”或“穆塔维因”）的国家之一，该机构巡视街道以执行沙里亚法，包括强制遵守着装法、严格的性别隔离、每日五次礼拜、禁止饮酒及其它宗教律法。然而自2016年起，该组织的权限被大幅削减，禁止其追捕、讯问、查证身份或逮捕嫌疑人。 在家庭私密空间中，行为规范则宽松得多。据维基解密报道，王室中下阶层成员常举行含有酒精、毒品与妓女的派对，宗教警察对此睁一只眼闭一只眼。

### 女性地位

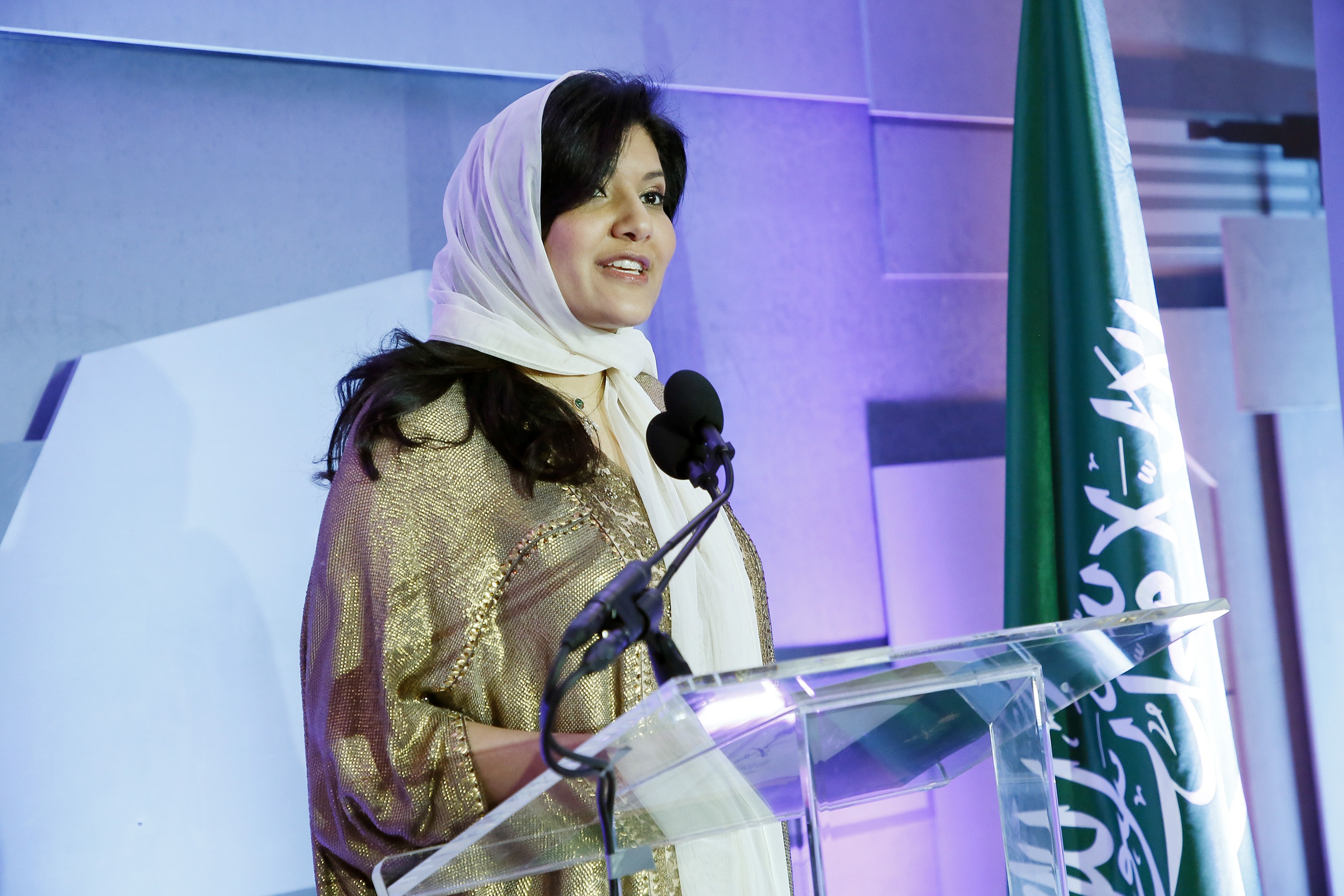
丽玛·宾特·班达尔公主，现任沙特驻美国大使，在纪念沙美建交75周年的活动中发表演讲

在沙特历史上，女性长期未享有与男性平等的权利；美国国务院将沙特政府对女性的歧视视为“一项重大问题”，并指出由于政府的歧视性政策，女性在政治上几乎没有权利。然而，自2017年穆罕默德·本·萨勒曼被任命为王储以来，沙特在女性权利方面出现了一系列社会改革。
根据沙特旧法，所有女性都必须有一位男性监护人（wali），通常为其父亲、兄弟、丈夫或叔伯（mahram）。2019年，该法律被部分修订，21岁以上的女性不再需要男性监护人许可。此次修订也赋予女性关于未成年子女监护方面的权利。在此之前，女性和女孩不得在未获男性监护人许可的情况下旅行、处理官方事务或接受某些医疗操作。自2019年起，沙特女性可在无需男性监护人同意的情况下出国旅行、登记结婚或离婚，以及申请官方文件。
2006年，沙特知名女性主义者兼记者Wajeha al-Huwaider曾表示：“沙特女性是脆弱的，无论其地位多高，即便是被‘宠爱’的那类人，因为没有法律能保护她们免遭任何人的攻击。”随后，沙特于2014年实施了《反家庭暴力法》。此外，在2017年至2020年间，沙特在女性流动权、性骚扰防治、养老金与就业歧视保护等方面采取了一系列改革。 al-Huwaider 及其他女性活动人士对此改革方向表示赞赏。
在司法领域，女性仍面临歧视，例如在家庭与继承法中，一名男性的证词等同于两名女性的证词。 多配偶制在法律上允许男性实行，男性可单方面提出塔拉克离婚，无须任何法律理由。女性则只能在丈夫同意或其受害情况下，才可申请离婚。不过在2022年，沙特出台了新的《个人身份法》，女性在无需男性监护人同意的情况下即可提出离婚。 在继承法方面，《古兰经》规定逝者的财产应由“古兰经继承人”按固定比例继承，女性继承人通常获得男性继承人一半的份额。

### 世界遺產

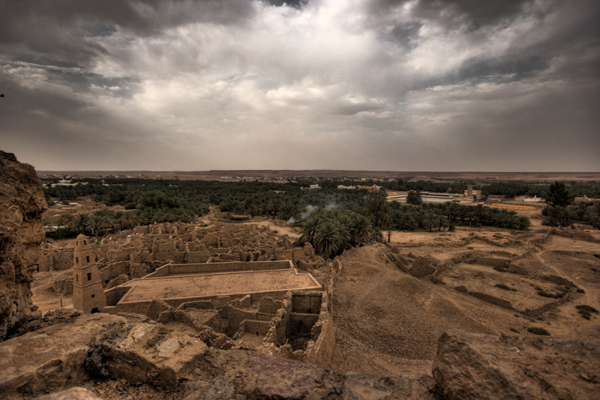
位於焦夫省、已有3000年歷史的古城杜邁特·賈達勒

由於沙烏地的瓦哈比主義反對對歷史或宗教地點的崇敬，擔心這會引發偶像崇拜（Shirk），而最重要的穆斯林歷史遺址（位於麥加與麥地那）正位於沙國西部的希賈茲地區。 結果是在沙烏地統治下，麥加約95%的歷史建築被出於宗教原因而拆除，其中多數建於千年前。 批評者指出，過去50年間，與穆罕默德、其家族或同伴相關的歷史遺址約有300處被摧毀， 留存至今的與穆罕默德時代相關建築不足20處。 遭拆除的建築包括穆罕默德之女法蒂瑪所建清真寺，以及由阿布·伯克爾（穆罕默德岳父與首任哈里發）、歐瑪爾（第二任哈里發）、阿里（穆罕默德女婿與第四任哈里發）、薩勒曼·法爾西（穆罕默德同伴）創建的清真寺。 其他被毀的歷史建築還包括穆罕默德之妻海蒂賈的故居、阿布·伯克爾的住處（現為當地希爾頓酒店所在地）、穆罕默德孫子阿里-奧賴德的住所、以及原阿布庫拜斯清真寺，現為麥加國王宮殿所在地。

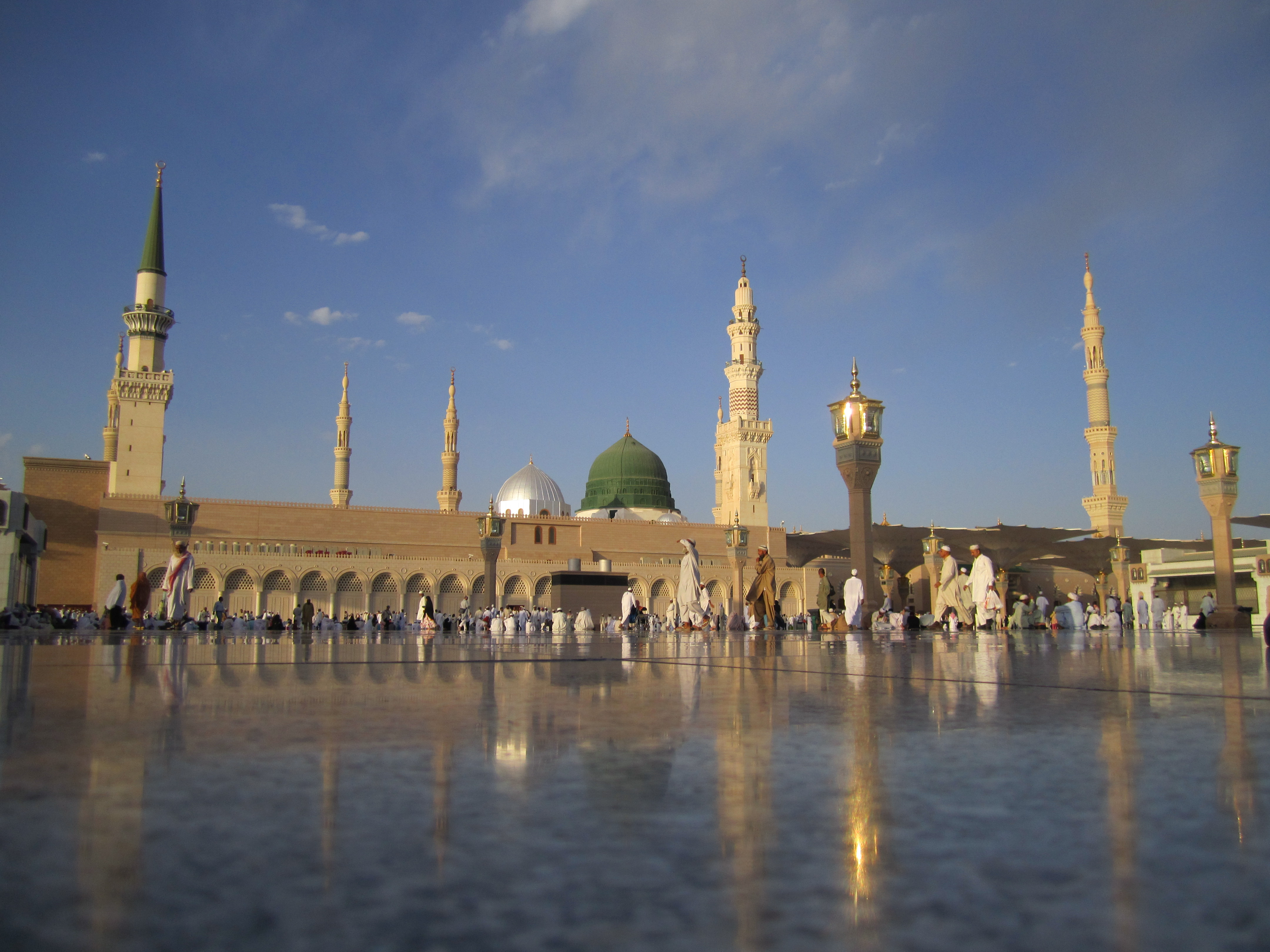
位於麥地那、包含穆罕默德陵寢的先知清真寺

沙烏地阿拉伯有八處被列為聯合國教科文組織世界遺產：
- 瑪甸沙勒考古遺址；[131]
- 迪里耶的圖賴夫區；[132]
- 吉达古城，通向麦加之门；[133]
- 哈薩綠洲；[134]
- 哈伊勒地區岩畫；[135]
- 希瑪文化區；[136]
- 'Uruq Bani Ma'arid。[137]
- Qaryat al-Faw

另有十個遺產地點於2015年向教科文組織提出登錄申請。
沙國也有六項被列入聯合國教科文組織非物質文化遺產名錄：
- 阿西爾地區女性傳統壁畫（Al-Qatt Al-Asiri）
- 鼓與棍舞（Almezmar）
- 獵鷹文化
- 阿拉伯咖啡
- Majlis：文化與社交空間
- Alardah Alnajdiyah：沙國傳統詩歌、鼓樂與舞蹈

2014年6月，沙國部長會議通過法律，賦予沙烏地旅遊與國家遺產委員會保護古蹟與歷史遺址的權限。根據2016年推出的《沙特願景2030》轉型計畫，政府撥款9億歐元保護歷史文化遺產。 沙國也加入「衝突區文化遺產保護國際聯盟」，並捐助1,850萬歐元。
2017年，王儲穆罕默德·本·薩勒曼承諾將沙國帶回「1979年伊朗革命前的溫和伊斯蘭」時代。 同年成立了「薩勒曼國王聖訓中心」，以監督聖訓詮釋、防止其被用作恐怖主義的依據。
2018年3月，王儲在訪英期間會見坎特伯里大主教，承諾推動宗教對話。同年4月，國王薩勒曼於利雅德接見梵蒂岡宗教對話委員會主席。
2019年7月，教科文組織與沙國文化部長簽署合作備忘錄，沙國承諾捐助2,500萬美元以保護文化遺產。
2024年11月5日，考古學家在沙國海巴爾綠洲公布一處古城遺址的發現。該城名為 al-Natah，距今約4,000年，屬青銅時代（約西元前2400年），擁有約500間住宅。不遠處還發現一組墳塚與金屬武器。

### 體育
足球是全國最受歡迎的運動，沙烏地國家足球隊是亞洲勁旅之一，並在1994年開始屢入世界杯足球賽的決賽周。
2024年12月12日，國際足總（FIFA）宣布2034年世界盃將由沙烏地阿拉伯獲得主辦權。這是繼2022年卡達世界盃，再次由中東國家主辦這項世界級足球賽事，且將於沙烏地5個主辦城市進行，包括利雅得、吉達、阿爾霍巴爾、阿布哈和新城等15座體育場館內進行比賽。

## 宗教
沙烏地阿拉伯法律規定，所有國民必須是穆斯林。伊斯蘭教為沙烏地的國教，在沙烏地國民中遜尼派教徒占85％，什葉派教徒占15％。 
在官方和佔主導地位的遜尼派穆斯林在沙烏地阿拉伯即俗稱瓦哈比教派，屬於近代伊斯蘭教復古主義派别，在18世紀時阿拉伯半島由穆罕默德·伊本·阿卜杜勒·瓦哈比創立，他常被形容為伊斯蘭原教旨主義“清教徒式的”、“不寬容的”或“超保守”。然而，支持者認為其教義尋求淨化，任何創新或做法，皆偏離7世紀伊斯蘭教先知穆罕默德和其同伴們的教義。佔少數的什葉派面臨就業和宗教儀式的迫害。 
沙烏地阿拉伯是政教合一的國家。伊斯蘭教内極端保守派别瓦哈比派為國教，沙烏地阿拉伯外交政策以在世界各地傳播瓦哈比信仰為重心。
沙烏地管理著伊斯蘭教最重要的兩大聖地：第一聖地麥加和第二聖地麥地那。同時沙烏地國王的正式头衔是兩聖地監護人。

## 軍事

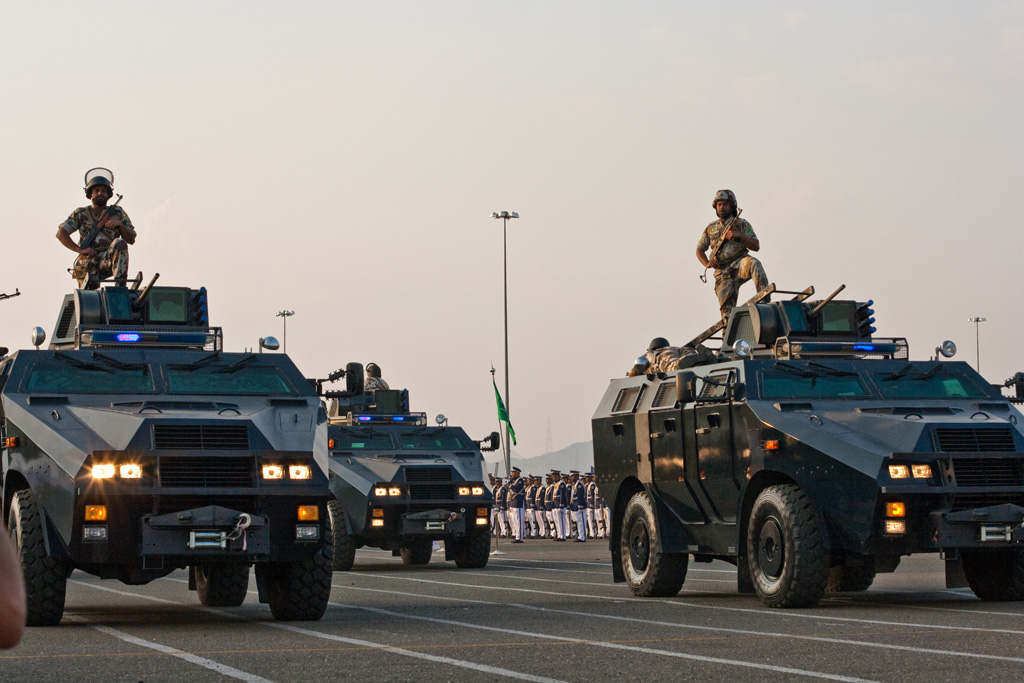
國家安全部隊

沙烏地阿拉伯的國家武装力量由武装部隊、國民衛隊和其他准軍事部隊組成。其中，沙烏地武裝部隊建於1964年，最高國防會議為國防最高決策機關。國王為武装部隊最高統帥，現任武装部隊總参谋長為穆罕默德·薩利赫·哈马迪上將。
沙烏地實行志願兵役制，戰時實行義務兵役制，一般兵種服役期兩年，特殊兵種服役三年。
沙烏地武装部隊包括陸軍、海軍、空軍、防空軍、戰略導彈部隊等五大軍種，共計約12.7萬人。其中，
- 陸軍約7.3萬人，編制3個装甲旅、1個空降旅、1個步兵旅、1個王室警衛團、23個砲兵營
- 海軍約1.1萬人，組成紅海和波斯灣兩支艦隊
- 空軍約1.8萬人，另編制攻擊機中隊、截擊機中隊等。
- 另有國民警衛隊、邊防部隊、特種安全部隊和海上警衛隊等。

## 交通

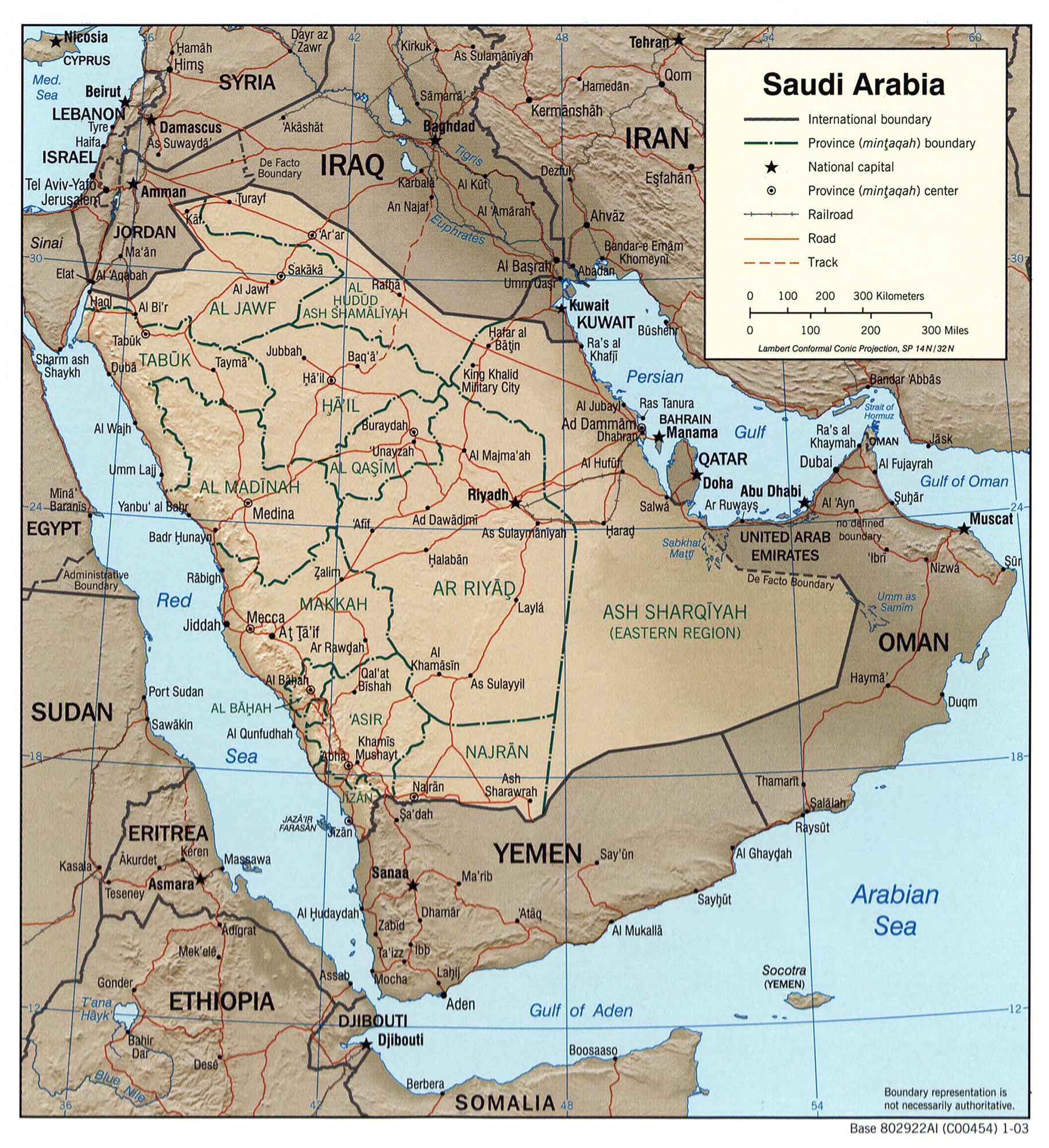
沙烏地阿拉伯的交通路網圖

沙烏地阿拉伯的公路長達221,372公里，但柏油路僅47,529公里，其中，高速公路的部分僅長3,891公里。大多數高速公路從沙烏地阿拉伯首都利雅德向外延伸，由於位於炎熱地區，故道路不僅要能夠抵擋高溫，也要避免將強烈的陽光反射到駕駛者的視線。
由於沙烏地阿拉伯過度依賴陸運與空運，鐵路方面的投資相對較少。另一項捷運系統在麥加，一條長約18公里的輕軌，營運始於2010年。截至2014年，沙烏地阿拉伯境內的鐵路總長1,378公里，全都是1.435公尺軌距的標準軌，鐵路長度位居世界第81位。
在沙烏地阿拉伯的港口，主要是用於運輸石油產品，由沙烏地阿拉伯港務局負責海運業務。主要的港口在波斯灣的達曼、紅海的吉達；其中，吉達是全國最大港口，每年有4,010,448的貨櫃量。
沙烏地阿拉伯在空運方面，截至2013年，共有214座機場，其中82座機場已完成跑道的鋪設，剩餘的132座則尚未鋪設。另外，在這214座機場中，只有10座設有提供直昇機升降的停機坪。

## 外部鏈接
- 沙烏地官方网站 （页面存档备份，存于）
- 《世界概况》上有关Saudi Arabia的条目
- 中的“沙特阿拉伯”
- 維基媒體的沙特阿拉伯地圖集
- 维基导游上有關沙特阿拉伯的旅行指南